# 로렌조의 밤
《로렌조의 밤》(La Notte Di San Lorenzo, The Night Of San Lorenzo)은 이탈리아에서 제작된 타비아니 형제 감독의 1982년 드라마, 판타지, 전쟁 영화이다. 오메론 안토누티 등이 주연으로 출연하였다.

## 출연

### 주연
- 오메론 안토누티
- 마가리타 로자노
- 클라우디오 비가글리
- 미리암 귀델리
- 마시모 보네티
- 엔리카 마리아 모두그노
- 사비나 반누치
- 지오르지오 나드디
- 레나타 잠멘고
- 미콜 구이델리
- 마시모 사치엘리
- 지오바니 구이델리
- 마리오 스팔리노
- 파올로 헨델

### 조연
- 미리오 가이델리
- 안토니오 프레스터
- 데이빗 리온디노

## 기타
- 미술: 지아니 스바라
- 의상: 리나 넬리 타비아니